# Cesare Dalbono
Cesare Dalbono (Roma, 1812 – Napoli, 29 maggio 1889) è stato uno scrittore e traduttore italiano, fratello maggiore dello storico, romanziere e critico d'arte Carlo Tito.

## Biografia
Nato a Roma nel 1812, Cesare Dalbono si trasferì con la famiglia a Napoli ove studiò con Basilio Puoti, celebre letterato esponente del purismo, che ebbe una considerevole importanza nella formazione del giovane allievo  il quale ben presto iniziò la sua attività letteraria collaborando con la rivista Il progresso e pubblicando alcuni discorsi commemorativi.
Introdotto nella corte di Ferdinando II come segretario di gabinetto, promosse l'attività di vari studiosi tra i quali lo storico Carlo Troya che, grazie al suo appoggio, poté dare alle stampe la Storia d'Italia nel Medioevo.
Oltre a testi prettamente letterari, Dalbono compose anche un Quadro storico delle Due Sicilie, opera improntata a uno spirito abbastanza aperto, pubblicata nel 1838 per gli studenti dello Stato borbonico che ebbe varie ristampe.
Dopo la rivoluzione del 1848 che spinse il sovrano alla riforma costituzionale, lavorò brevemente presso il ministero della Pubblica Istruzione, ma poco dopo, nel 1849, con l'avvenuta restaurazione venne rimosso.
Nel 1861, con la caduta dei Borboni e l'annessione del Regno delle Due Sicilie, fu chiamato a dirigere l'Accademia di belle arti di Napoli, incarico che mantenne sino al 1878.
Dalbono si occupò anche di traduzioni di autori classici (quali Platone e Luciano) e moderni contribuendo, tra l'altro, alla diffusione delle teorie evoluzionistiche darwiniane traducendo il testo Il darwinismo del francese Émile Ferrière, pubblicato nel 1880. Fece parte di varie accademie letterarie e scientifiche, tra cui la Pontaniana.  
Morto nel 1889, nel 1891 l'editore Le Monnier di Firenze diede alle stampe una raccolta dei suoi testi più importanti.

## Opere
- Sopra un bassorilievo di Tito Angelini, Napoli, dalla Stamperia e Cartiera del Fibreno, 1831.
- Discorso pronunziato nei funerali di Vincenzo Bellini nella chiesa di S. Pietro a Maiella il 2 dicembre 1835, Napoli, Tipografia nella Pietà de' Turchini, 1836.
- Quadro storico delle Due Sicilie, compilato per uso de' giovanetti, Napoli, da R. de Stefano e socii, 1838.
- Napoli e i luoghi celebri delle sue vicinanze, coautori Giambattista Ajello, Stanislao Aloe e altri, 2 voll., Napoli, Stab. Tipografico di G. Nobile, 1845.
- Lezioni di storia e geografia date nell'Istituto di Belle Arti da Cesare Dalbono, Napoli, Tipografia italiana, 1878.
- Nota sul poeta Mickiewicz letta nell'Accademia di archeologia lettere e belle arti nella tornata del 3 agosto 1880 dal socio Cesare Dalbono, Napoli, Stamperia della Regia Università, 1881.
- Elisabetta Farnese. Memoria letta all'Accademia di archeologia, lettere e belle arti in varie tornate nell'anno 1888 da Cesare Dalbono e pubblicata dopo la morte dell'Autore a cura di M. Scherillo, Napoli, Tipografia della Regia Università, 1889 (postumo).
- Scritti vari, cura e prefazione di Francesco Saverio Arabia, Tipografia dei succ. Le Monnier, Firenze 1891 (postumo).

### Traduzioni
- Luciano, Il sogno e due dialoghi di Luciano, volgarizzati dal greco, Napoli, Stamperia e cartiera del Fibreno, 1830.
- Luciano, Caronte. Dialogo di Luciano, volgarizzato dal greco da Cesare Dalbono, Napoli, Tip. dell'Omnibus, 1835.
- Ioannes Chrysostomus, Omelia di S. Giovanni Crisostomo. Per Eutropio Eunuco, volgarizzata dal greco da Cesare Dalbono, Napoli, Stab. tipografico di G. Nobile, 1849.
- John Ramsay McCulloch,  Delle successioni ai beni vacanti per morte. Trattato, prima traduzione italiana fatta sull'originale inglese da Cesare Dalbono, Napoli, presso Giuseppe Dura, 1852.
- Platone, Il primo Alcibiade, il Critone, il Menone, il secondo Alcibiade, volgarizzati dal greco da Cesare Dalbono e preceduti da due discorsi del traduttore, Napoli, Tipografia Strada Salvatore, 1852.
- Platone, Fedro, traduzione di Cesare Dalbono,  Napoli, Tip. italiana, 1869.
- Alberto Levi, Storia dell'aria, traduzione di Cesare Dalbono, Napoli-Roma, Enrico Detken, 1880.
- Émile Ferrière, Il darwinismo, traduzione di Cesare Dalbono, Napoli-Roma, Enrico Detken, 1880.

### Libretti e testi per musica
- La notte, musica di Francesco Florimo, parole di Cesare Dalbono.
- La desolazione, musica di Francesco Florimo, parole di Cesare Dalbono.
- Il bacio. Capriccio, musica di Saverio Dell'Agli Cetti, poesia di Cesare Dalbono.
- Il prigioniero, manoscritto, musica di G. Nigri, poesia di Cesare Dalbono.
- La sventura, manoscritto, musica di Raffaele Giannetti, libretto di Cesare Dalbono.
- Tempesta, manoscritto, musica di Francesco Florimo, parole di Cesare Dalbono.
- Orfano. Romanza, manoscritto, musica di Francesco Florimo, parole di Cesare Dalbono.
- Lunatte. Romanza, manoscritto, musica di Francesco Florimo, parole di Cesare Dalbono.
- Evelina. Barcarola, dedicata alla Sig.a D'Arcambal nata Falconnet , musica di Vincenzo Capecelatro, parole di Cesare Dalbono.
- Al sole. Terzettino, dedicato alla Sig.a Livia Helguero nata Jannone, musica di Vincenzo Capecelatro, parole di Cesare Dalbono.